# 24 (TV-serija)
24 (izvirno 24) je ameriška akcijska drama, ki jo je  FOX predvajal med  6. novembrom 2001 in 24. majem 2010.
Serija zasnovana na edinstvenem elementu realnočasovne pripovedi, velja za najbolj inovativno in vznemirljivo TV dramsko serijo, ki sledi agentu Jacku Bauerju, ki skrbi za državno varnost in varuje ljudi pred teroristi. Dogajanje vseh 24 epizod vsake sezone je omejeno na en dan, pripoved pa poteka v realnem času.

## Sezone
| Sezone   | Epizode | Prvič predvajano na FOX         | Prvič predvajano na TV3               |
| -------- | ------- | ------------------------------- | ------------------------------------- |
| 1.sezona | 24      | 6. november 2001 - 21. maj 2002 | 24. avgust 2007 - 9. november 2007    |
| 2.sezona | 24      | 29. oktober 2002 - 20. maj 2003 | -                                     |
| 3.sezona | 24      | 28. oktober 2003 - 25. maj 2004 | 20. avgust 2008 - 30. september 2008  |
| 4.sezona | 24      | 9. januar 2005 - 23. maj 2005   | 1. oktober 2008 - 11. november 2008   |
| 5.sezona | 24      | 15. januar 2006 - 22. maj 2006  | 12. november 2008 - 23. december 2008 |
| 6.sezona | 24      | 14. januar 2007 - 21. maj 2007  | 29. december 2008 - 9. februar 2009   |
| Film     | /       | 23. november 2008               | 18. oktober 2009                      |
| 7.sezona | 24      | 11. januar 2009 - 18. maj 2009  | 21. oktober 2009 - 12. februar 2010   |
| 8.sezona | 24      | 17. januar 2010 - 24. maj 2010  |                                       |

### Prva sezona
Zgodba se prične in konča ob 24:00 (12:00 AM) na dan predsedniških volitev v Kaliforniji. Jack Bauer mora preprečiti atentat na predsedniškega kandidata Davida Palmerja, senatorja ZDA in hkrati prvega afroameričana, ki ima realne možnosti, da se prebije v Belo hišo, hkrati pa rešiti svojo družino, ki so jo ugrabili ljudje ki se želijo Jacku in Davidu maščevati, ker sta pred leti sodelovala na tajni misiji na Balkanu.

### Druga sezona
18 mesecev po zaključku prve sezone se ob 8:00 zjutraj (8:00 AM) začne in konča druga sezona. Jacka Bauerja po smrti žene znova pokličejo na delo, da poišče in ustavi detonacijo jedrske bombe, ki je skrita nekje v Los Angelesu. Nato pa pomagati predsedniku Davidu Palmerju dokazati, kdo je odgovoren za grožnjo.

### Tretja sezona
Tretja sezona se začne in konča ob 13:00 (1:00 PM). Poteka 3 leta po koncu druge sezone. Medtem, ko se bori z zasvojenostjo s heroinom, se mora Jack ponovno infiltrirati v mehiški kartel drog, da bi pridobil smrtonosni virus ki se prodaja na črnem trgu. V času do volitev pa se predsednik David Palmer pripravlja na predsedniško razpravo, ki bo potekala v živo.

### Četrta sezona
18 mesecev po zaključku tretje se ob 7:00 zjutraj (7:00 AM) začne in konča 4.sezona. Jack mora rešiti življenje svojega novega šefa minister za obrambo Jamesa Hellerja in njegove hčerke Audrey Raines s katero je Jack romantično vpleten, ki sta bila ugrabljena s strani teroristov. Isti teroristi še naprej napadajo ZDA, zato je Jack prisiljen uporabiti nekonvencialne metode, da jih ustavi, ki bo imela dolgoročne posledice.

### Peta sezona
Zgodba pete sezone se nadaljuje 18 mesecev po koncu četrte sezone, ter se začne in konča ob 7:00 zjutraj (7:00 AM). Vsi mislijo da je Jack Bauer mrtev. Toda prisiljen se je vrnitev, ko odkrije, da ga obtožujejo umorov svojih prijateljev. Teroristi z vezami v vladi ZDA, poskušajo ukrasti živčni plin, da bi zaščitili naftne interese ZDA v Aziji. Jack pa odkrije veliko zaroto, ko jih poskuša ustaviti.

### Šesta sezona
20 mesecev po zaključku pete se ob 6:00 zjutraj (6:00 AM) začne in konča šesta sezona. Jack je po dvajsetih mesecih v kitajskem zaporu izpuščen. Teroristi nameravajo v ZDA nastaviti kovček z jedrsko napravo, Jackova naloga pa je da jih ustavi. Kasneje mora Jack izbrati med svojimi najdražjimi in državno varnostjo, ko poskuša Ljudska republika Kitajska zanetiti vojno med ZDA in Rusijo.

### Film
Film se odvija tri leta in pol po koncu šeste sezone, ko se Jack znajde ujet v vojaškem udaru, v afriški državi Sangala (izmišljeno). Medtem, v Združenih državah Amerike, Allison Taylor slovesno zapriseže pred začetkom svojega mandata kot predsednica.

### Sedma sezona
Sedma sezona se 65 dni po filmu ob 8:00 zjutraj (8:00 AM) začne in konča. Zgodi se večji incident državne varnosti, ko vdrejo skozi požarni zid za varstvo ameriške vladne računalniške infrastrukture isti ljudje, ki so odgovorni za konflikt v Sangali. Skozi sezono je odkrita večja zarota, ki vklučuje vladne urednike in zasebne vojaške pogodbenike.

### Osma sezona
/

## Glavni igralci
- Kiefer Sutherland - Jack Bauer (sezone: 1,2,3,4,5,6,7,8)
- Elisha Cuthbert - Kim Bauer (sezone: 1,2,3,5,7,8)
- Sarah Clarke - Nina Myers (sezone: 1,2,3)
- Carlos Bernard - Tony Almeida (sezone: 1,2,3,4,5,7)
- Dennis Haysber - David Palmer (sezone: 1,2,3,4,5)
- Jude Ciccolella - Mike Novick (sezone: 1,2,4,5)
- Penny Johnson Jerald - Sherry Palmer (sezone: 1,2,3)
- Reiko Aylesworth - Michelle Dessler (sezone: 2,3,4,5)
- D. B. Woodside - Wayne Palmer (sezone: 3,5,6)
- Mary Lynn Rajskub - Chloe O'Brian (sezone: 3,4,5,6,7,8)
- Glenn Morshower - Aaron Pierce (sezone: 1,2,3,4,5,6,7)
- James Morrison - Bill Buchanan (sezone: 4,5,6,7)
- Cherry Jones - Allison Taylor (sezone: 7,8)

## Nagrade in priznanja
- 2002 Nagrada Zlati globus igralec Kiefer Sutherland in nominnacije 2003,2004,2006,2007
- 18 nagrad emmy in še 45 nominacij
- 2003 Nominaciji za nagrado Teen Choice (igralec Kiefer Sutherland; igralka Elisha Cuthbert)
- Nominacije za nagrado Image igralcu Dennisu Haysbertu (2003, 2004, 2006)
- 2004 Nagrada Zlati globus (najboljša TV drama)
- 2006 Nominacija za nagrado Teen Choice (igralec Kiefer Sutherland)
- 2007 in 2008 Nominacija za nagrado ALMA (stranska igralka v seriji Marisol Nichols)
- 2009 Nominacija za nagrado ALMA (igralec Carlos Bernard)